# 4078 Polakis
4078 Polakis este un asteroid din centura principală, descoperit pe 9 ianuarie 1983 de Brian Skiff.